# 페이스 민톤
페이스 민턴(Faith Minton, 1957년 3월 14일 ~ )은 미국의 배우이다.
브루클린에서 태어났다.

## 출연 작품
- 미스 에이전트 2: 라스베가스 잠입사건 (2005년)
- 리벤지 걸 (1995년)
- 분노의 집행자 (1992년)
- 스테이 튠 (1992년)
- 스모키 밴디트 3 (1983년)
- 꿈꾸는 야생마 (1981년)
- 캘리포니아 돌스 (1981년)

### 텔레비전
- 우리 생애 나날들 (1965년)